# Голо-Брдо (Биелина)
Голо-Брдо (серб. Голо-Брдо / Golo Brdo) — село в общине Биелина Республики Сербской Боснии и Герцеговины. Население составляет 392 человека по переписи 2013 года.